# Women's Royal Naval Service
De Women's Royal Naval Service (1918-1993) van de Britse marine was de voor vrouwen gereserveerde eenheid van dat onderdeel van de strijdkrachten. De naam werd afgekort als WRNS. De geüniformeerde vrouwen werden "Wrens" of "Jennies" (ook wel "Jenny Wrens" genoemd).

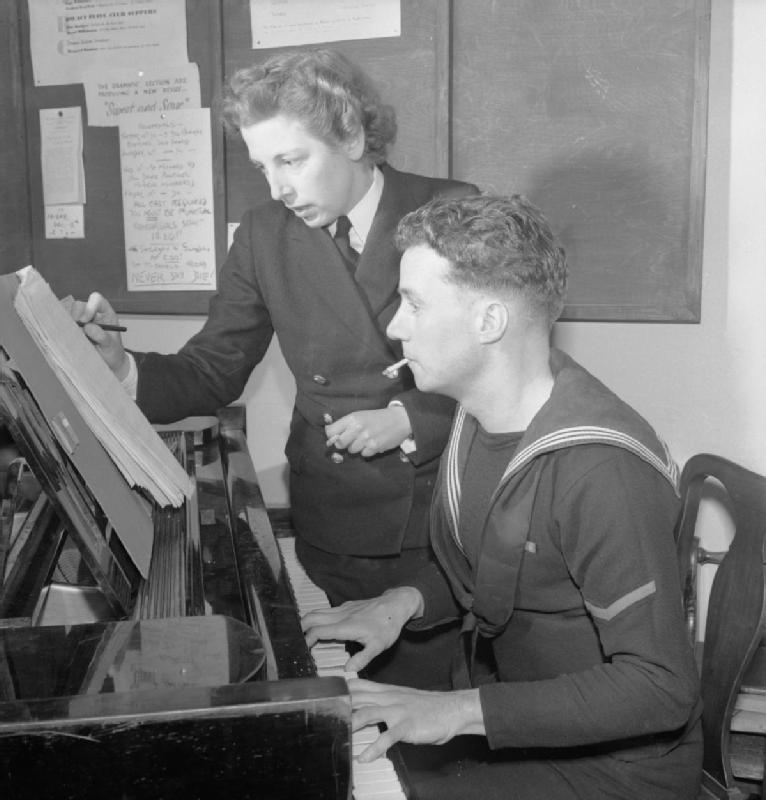
Wren en matroos

De Britse regering werd tijdens de Eerste Wereldoorlog door de enorme verliezen aan het front en de mobilisatie van een groot deel van de mannelijke bevolking geconfronteerd met een gebrek aan arbeidskrachten. Dat gold voor het front en ook voor de industrie en de landbouw.
De gekozen oplossing was het massaal inschakelen van vrouwen. De marine verbrak een eeuwenoude traditie en trok vrouwen aan om de mannen in de havens en op zee te ondersteunen. Zij werden geen combattanten maar vielen wel onder de krijgstucht.
Het werven van vrouwen voor ondersteunende functies in de marine was een groot succes. De marine leidde de vrijwilligsters op tot kok, klerk, administrateur, radarpersoneel (tijdens en na de Tweede Wereldoorlog), wapenanalist, elektricien en onderhoudspersoneel voor wapens en vliegtuigen.
In 1918 waren er 5500 Wrens waaronder 500 vrouwelijke officieren.
In 1944 waren er 75000 Wrens, zij mochten nu ook transportvliegtuigen besturen. Tijdens de Tweede Wereldoorlog kwamen 100 van hen om het leven.
De Women's Royal Naval Service werd in 1993 ontbonden. De Wrens werden nu deel van de marine.
De mobilisatie van vrouwen in leger en industrie heeft in het Verenigd Koninkrijk de emancipatie van de vrouw en de strijd voor vrouwenkiesrecht een enorme stimulans gegeven.
Anders dan de door vrouwen "bemande" eenheden van de luchtmacht en het leger werd de Women's Royal Naval Service na de Eerste Wereldoorlog niet ontbonden.
De Wrens behoorden al tijdens de Eerste Wereldoorlog tot de bemanning van oorlogsschepen.